# RF busz (Miskolc)
A miskolci RF jelzésű busz egy ingyenes buszjárat volt, mely a Rocktober Fest alkalmából közlekedett a 22-es busszal teljesen megegyező útvonalon. A vonalat az MVK Zrt. üzemeltette.